# 彰化縣立成功高級中學
彰化縣立成功高級中學（英語：Changhua County Chengkung High School），簡稱成功高中、彰化成功高中，位於彰化縣溪湖鎮，是一所縣立的完全中學。

## 校史
- 1997年1月，成立籌備處，由溪湖國中代為籌辦。暫定校名先由「彰化縣立溪湖第二國民中學籌備處」再到「彰化縣立湖南國民中學籌備處」。
- 2001年9月7日，正式命名為「彰化縣立成功國民中學」。
- 2009年9月28日，成立「彰化縣立成功高級中學籌備處」，並舉行揭牌典禮。[1]
- 2010年8月1日，增設高中部，改制為「彰化縣立成功高級中學」，開始招收新生四班（普通班三班、體育班一班）。
- 2014年9月，創立音樂班。
- 2015年9月，創立籃球隊。

## 歷任校長
1. 陳清發 校長（成功國中時期創校校長）
2. 吳錫勳 校長（改制完全中學首任校長）
3. 蔡永發 校長
4. 許偉志 校長
5. 吳柏林 校長
6. 林克修 校長（現任）

## 外部連結
- 彰化縣立成功高中首頁 （页面存档备份，存于）